# Nuoto ai campionati mondiali di nuoto 2013 - 200 metri stile libero femminili
Le qualifiche per la semifinale si sono svolte la mattina del 30 luglio 2013, mentre la semifinale si è svolta la sera dello stesso giorno. La finale, invece, si è svolta la sera del 31 luglio 2013.

## Medaglie
| Posizione | Atleta              | Paese       |
| --------- | ------------------- | ----------- |
| Oro       | Missy Franklin      | Stati Uniti |
| Argento   | Federica Pellegrini | Italia      |
| Bronzo    | Camille Muffat      | Francia     |

## Record
Prima della manifestazione il record del mondo (WR) e il record dei campionati (CR) erano i seguenti.
| Record mondiale       | 1'52"98 | Federica Pellegrini Italia | 29 luglio 2009 Roma, Italia |
| Record dei campionati | 1'52"98 | Federica Pellegrini Italia | 29 luglio 2009 Roma, Italia |

Nel corso della competizione non sono stati migliorati record.

## Risultati

### Batterie
| Pos. | Batteria | Corsia | Atleta                  | Nazionalità   | Tempo   | Note |
| ---- | -------- | ------ | ----------------------- | ------------- | ------- | ---- |
| 1    | 5        | 4      | Camille Muffat          | Francia       | 1'56"53 | Q    |
| 2    | 4        | 3      | Katinka Hosszú          | Ungheria      | 1'56"73 | Q    |
| 3    | 5        | 5      | Federica Pellegrini     | Italia        | 1'56"79 | Q    |
| 4    | 5        | 6      | Charlotte Bonnet        | Francia       | 1'56"82 | Q    |
| 5    | 4        | 4      | Missy Franklin          | Stati Uniti   | 1'56"90 | Q    |
| 6    | 3        | 6      | Melanie Costa           | Spagna        | 1'57"01 | Q    |
| 7    | 3        | 4      | Bronte Barratt          | Australia     | 1'57"14 | Q    |
| 8    | 4        | 6      | Femke Heemskerk         | Paesi Bassi   | 1'57"44 | Q    |
| 9    | 4        | 5      | Sarah Sjöström          | Svezia        | 1'57"64 | Q    |
| 10   | 3        | 5      | Kylie Palmer            | Australia     | 1'57"67 | Q    |
| 11   | 4        | 7      | Shannon Vreeland        | Stati Uniti   | 1'58"08 | Q    |
| 12   | 4        | 2      | Alice Mizzau            | Italia        | 1'58"10 | Q    |
| 13   | 3        | 3      | Michelle Coleman        | Svezia        | 1'58"17 | Q    |
| 14   | 3        | 2      | Qiu Yuhan               | Cina          | 1'58"38 | Q    |
| 15   | 5        | 8      | Samantha Lucie-Smith    | Nuova Zelanda | 1'58"87 | Q    |
| 16   | 5        | 2      | Barbara Jardin          | Canada        | 1'58"93 | Q    |
| 17   | 5        | 0      | Chihiro Igarashi        | Giappone      | 1'59"00 |      |
| 18   | 3        | 1      | Viktoriya Andreyeva     | Russia        | 1'59"02 |      |
| 19   | 3        | 8      | Karin Prinsloo          | Sudafrica     | 1'59"15 |      |
| 20   | 5        | 3      | Veronika Popova         | Russia        | 1'59"31 |      |
| 21   | 5        | 7      | Samantha Cheverton      | Canada        | 1'59"43 |      |
| 22   | 3        | 0      | Manuella Lyrio          | Brasile       | 1'59"52 |      |
| 23   | 4        | 1      | Patricia Castro         | Spagna        | 2'00"36 |      |
| 24   | 4        | 8      | Nina Rangelova          | Bulgaria      | 2'00"41 |      |
| 25   | 5        | 1      | Eleanor Faulkner        | Gran Bretagna | 2'00"56 |      |
| 26   | 3        | 7      | Shen Duo                | Cina          | 2'00"82 |      |
| 27   | 2        | 4      | Natthanan Junkrajang    | Thailandia    | 2'01"02 |      |
| 28   | 4        | 9      | Alexandra Wenk          | Germania      | 2'01"60 |      |
| 29   | 3        | 9      | Quah Ting Wen           | Singapore     | 2'02"57 |      |
| 30   | 5        | 9      | Liliana Ibáñez          | Messico       | 2'02"61 |      |
| 31   | 2        | 6      | Julia Hassler           | Liechtenstein | 2'02"76 |      |
| 32   | 2        | 2      | Jūratė Ščerbinskaitė    | Lituania      | 2'03"88 |      |
| 33   | 4        | 0      | Sze Hang Yu             | Hong Kong     | 2'04"19 |      |
| 34   | 2        | 3      | Eygló Ósk Gústafsdóttir | Islanda       | 2'04"66 |      |
| 35   | 2        | 7      | Alexia Benitez          | El Salvador   | 2'05"43 |      |
| 36   | 2        | 8      | Elisbet Gamez           | Cuba          | 2'05"54 |      |
| 37   | 2        | 1      | Andrea Cedrón           | Perù          | 2'08"14 |      |
| 38   | 2        | 9      | Maria Lopez Nery        | Paraguay      | 2'09"81 |      |
| 39   | 1        | 5      | Matelita Buadromo       | Figi          | 2'12"31 |      |
| 40   | 2        | 0      | Gabrielle Ponson        | Aruba         | 2'13"01 |      |
| 41   | 1        | 4      | Alexis Clarke           | Barbados      | 2'14"44 |      |
| 42   | 1        | 3      | Yara Lima               | Angola        | 2'16"01 |      |
| 43   | 1        | 6      | Sofia Shah              | Nepal         | 2'31"79 |      |
| 44   | 1        | 2      | Aminath Shajan          | Maldive       | 2'32"05 |      |
|      | 2        | 5      | Sycerika McMahon        | Irlanda       |         | DNS  |

### Semifinali

#### Semifinale 1
| Pos. | Corsia | Atleta           | Nazionalità | Tempo   | Note |
| ---- | ------ | ---------------- | ----------- | ------- | ---- |
| 1    | 3      | Melanie Costa    | Spagna      | 1'56"19 | Q    |
| 2    | 2      | Kylie Palmer     | Australia   | 1'56"53 | Q    |
| 3    | 5      | Charlotte Bonnet | Francia     | 1'56"63 | Q    |
| 4    | 4      | Katinka Hosszú   | Ungheria    | 1'56"80 |      |
| 5    | 6      | Femke Heemskerk  | Paesi Bassi | 1'56"98 |      |
| 6    | 7      | Alice Mizzau     | Italia      | 1'58"05 |      |
| 7    | 8      | Barbara Jardin   | Canada      | 1'58"66 |      |
| 8    | 1      | Qiu Yuhan        | Cina        | 1'59"20 |      |

#### Semifinale 2
| Pos. | Corsia | Atleta               | Nazionalità   | Tempo   | Note |
| ---- | ------ | -------------------- | ------------- | ------- | ---- |
| 1    | 5      | Federica Pellegrini  | Italia        | 1'55"78 | Q    |
| 2    | 3      | Missy Franklin       | Stati Uniti   | 1'56"05 | Q    |
| 3    | 4      | Camille Muffat       | Francia       | 1'56"28 | Q    |
| 4    | 2      | Sarah Sjöström       | Svezia        | 1'56"38 | Q    |
| 5    | 7      | Shannon Vreeland     | Stati Uniti   | 1'56"76 | Q    |
| 6    | 1      | Michelle Coleman     | Svezia        | 1'56"90 |      |
| 7    | 6      | Bronte Barratt       | Australia     | 1'57"18 |      |
| 8    | 8      | Samantha Lucie-Smith | Nuova Zelanda | 1'59"26 |      |

### Finale
| Pos. | Corsia | Atleta              | Nazionalità | Tempo   | Note |
| ---- | ------ | ------------------- | ----------- | ------- | ---- |
|      | 5      | Missy Franklin      | Stati Uniti | 1'54"81 |      |
|      | 4      | Federica Pellegrini | Italia      | 1'55"14 |      |
|      | 6      | Camille Muffat      | Francia     | 1'55"72 |      |
| 4    | 2      | Sarah Sjöström      | Svezia      | 1'56"63 |      |
| 5    | 3      | Melanie Costa       | Spagna      | 1'57"04 |      |
| 6    | 7      | Kylie Palmer        | Australia   | 1'57"14 |      |
| 7    | 8      | Shannon Vreeland    | Stati Uniti | 1'57"41 |      |
| 8    | 1      | Charlotte Bonnet    | Francia     | 1'57"56 |      |